# 宜昌市第二中学
宜昌市第二中学，简称宜昌二中，位于湖北省宜昌市西陵区西陵二路116号，是一所公立高级中学。宜昌二中创建于1954年，2017年与三峡艺术高中合并，增挂宜昌市人文艺术高中校牌。
学校现有教职员工220多名，特级教师1名，省级骨干教师、优秀教师10多名，宜昌名师6名，市级学科带头人及优秀教师30余名。
2020年末，在网络上掀起舆论的“清华学姐”事件的主人公之一的唐婧就曾读于该校，是该校2019届毕业生。
2020年12月22日，长征八号首飞成功后，本地媒体和校方都积极宣传1980届校友，长征八号运载火箭总指挥肖耘。

## 发展历程
- 1954年4月1日，宜昌市第二中学的前身宜昌二高正式破土动工。
- 1954年9月，宜昌二高首批学生在镇境山开学。
- 1957年高考，均分在全省名列第三。
- 1957年秋冬开始，在大跃进、三年困难时期以及文化大革命时期，二高受到了很大的冲击。
- 1958年初，二高被定为全省18所重点中学之一。
- 1970年3月，二高改为完全中学，面向宜昌市城区招生。
- 1971年3月，葛洲坝工程开工，二高由镇镜山迁到宜昌市西陵一路，随后交给市里领导，更名为宜昌市二中。
- 2005年，二中西陵二路校区主教学楼建成，接收第一批学生。该校区是在原湖北省宜昌市电子工业学校改造而来。除两栋宿舍楼和教师办公楼外，其余均为新建。原二中西陵一路校区变更为以艺术教育为主的宜昌市三峡艺术高中。
- 2017年，与三峡艺术高中合并，增挂宜昌市人文艺术高中校牌。[6]